# Шонгорои
Шонгоро́и (порт. Chongorói) — муниципалитет в Анголе, входит в состав провинции Бенгела. Площадь — 6151 км2. Население на 2006 год — 82 234 человек. Плотность населения — 13,3 человек/км2. Крупнейший город — Шонгорои.